# Birgitta Strandvik
Birgitta Strandvik, född 1938 i Stockholm, är en svensk barnläkare och medicinsk forskare.
Strandvik blev medicine licentiat 1967  och medicine doktor vid Karolinska Institutet (KI) 1973. Hon blev 1974 docent i pediatrik vid KI. Hon arbetade 1967-1974 som underläkare vid Kronprinsessan Lovisas barnsjukhus, Sankt Görans sjukhus och Danderyds sjukhus, samt 1974-1985 som biträdande överläkare vid Huddinge sjukhus 1974-1985, och blev där överläkare i pediatrisk gastroenterologi och nutrition 1985. Hon har senare varit verksam som professor i pediatrik vid Sahlgrenska akademin och vid Karolinska Institutet. Hennes forskning har framför allt gällt fettsyror.
Strandvik var ordförande för Barnens rätt i samhället (BRIS) 1983-1984.